# リマウ作戦
リマウ作戦（リマウさくせん）は、1944年10月に、英国陸軍のイバン・ライアン中佐ら英濠軍の特殊部隊(Z Special Unit)が、日本軍が占領統治していた昭南特別市（シンガポール）の昭南港で、前年のジェイウィック作戦に続いて2度目の日本艦船爆破を計画した作戦。「リマウ」はマレー語で「虎」を意味するため、虎作戦とも呼ばれる。地元住民や日本の監視船に発見されて計画は未遂に終わり、日本軍との戦闘でライアン中佐らは戦死、隊員10人が捕虜となった。捕虜は1945年7月にシンガポールで開かれた日本軍の軍律裁判により全員処刑された。

## リマウ作戦

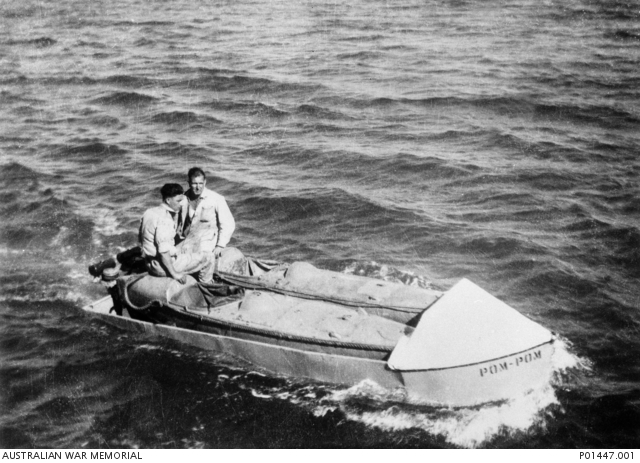
西濠の基地でリマウ作戦に向けて2艘の"眠れる美女"を載せた小型船「ポンポン」号で訓練をするZ特殊部隊の隊員

1944年3月以降、前年9月のジェイウィック作戦の成功を受けてイギリスの特殊作戦執行部はイバン・ライアン中佐と作戦会議を重ね、シンガポールを攻撃対象とする2度目のゲリラ的な破壊活動「リマウ作戦」の実行を決めた。隊長のライアン中佐を含めて23人の隊員が作戦に参加した。
リマウ作戦では、攻撃目標とする船舶にリムペット(吸着爆弾)を取り付ける作業を超小型の特殊潜水艇を用いて行い、潜水艦でシンガポールに接近した後、特殊潜水艇は電池性能に限界があるため、潜水艇を運ぶ船を現地調達する計画だった。
1944年9月14日、ライアン中佐ら23人の決死隊員と超小型潜水艇の開発者で英国陸軍のチャップマン少佐は、西オーストラリア州・ガーデン島の軍港を潜水艦「ポーパス」で出港し、同月23日にメラパス島に到着、中継基地を設営した。ライアン中佐らは、メラパス島の南270キロにあるペジャンタン(Pejantan)島周辺でマレー人のエンジン付きプラウ船（この地域にみられる快走帆船）を鹵獲して「ムスティカ(Mustika)」と名付け、以後この船で現地船を装って移動した。
その後、ライアン中佐はプラウ船のマレー人を陸上に釈放、また、無人と思っていたメラパス島にはヤシ栽培の島民がいた。彼らから警察に報告が届き、監視哨に連絡が行ったともみられている。

## 作戦の失敗
同年10月5日、ライアン中佐はメラパス島に隊員4人を残し、残りの隊員19人で作戦決行のためムスティカ号でシンガポールへ出発した。同月10日、カス(Kasu)島近くで風待ちをしていたところ、同島にあった水上警察詰所の兵補に見咎められ、接近してきた警備艇を銃撃してマレー人の兵補3人を殺害することとなった。ライアン中佐は計画の失敗と中止を宣言し、ゴムボートに乗り移った後、「ムスティカ」を爆破し沈没させた。
10月14日、ライアン中佐ら7人がメラパス島へ戻る途中で日本軍の情報を得ようとパンキル(Pangkil)島に立ち寄った際に、島の酋長が日本軍に通報し、16日にソレ(Soreh)島で日本軍の討伐隊の攻撃を受けてライアン中佐ら2人が銃撃戦の末に戦死、18日には銃撃戦で負傷した別の隊員2人がタパイ(Tapai)島で死亡しているのが発見された。
死亡した4人と行方不明になった隊員1人を除く18人の隊員は、10月末にはメラパス島の基地に戻り、同年11月8日に潜水艦が迎えに来るのを待っていたところ、11月3日に、たまたま日本軍の小型の軍用機が機体のトラブルでビンタン島のキジャン(Kijang)に不時着する事故があり、事故の連絡を受けた日本軍が特殊部隊の関与を疑ってメラパス島を捜索、隊員を発見して銃撃戦となり、隊員2人が死亡した。
残る隊員16人はメラパス島を脱出してマポール(Mapur)島に潜伏していたが、12月初旬になっても潜水艦と合流できなかったため、数人のグループに分かれて第2の基地があったポンポン(Pompong)島を目指した。しかし3人はボルネオ方面で日本軍との戦闘で死亡し、12月下旬にポンポン島近くのボアジャ(Buaja)島で3人、セラジャール(Selajar)島で1人(ペイジ中尉)が逮捕され、この他の隊員6人も逮捕された。
こうしてリマウ隊員23人のうち10人が戦死し、10人が逮捕され、3人は行方不明となった。

## 軍律裁判
日本軍は、1942年5月の特殊潜航艇によるシドニー港攻撃の際に、戦死した特殊潜航艇の乗組員に対して、濠州側がその勇敢な行動を称賛し丁重な海軍葬を以て報いたことを意識して、捕虜となった隊員を厚遇した。
水上憲兵隊から報告を受けたシンガポールの軍司令部では、隊員を戦時国際法に反した犯罪者として軍律裁判で裁くか、あるいは彼等の行為を戦時下の戦闘行為として認め、捕虜として収容所に送るかで意見が分かれたが、第7方面軍法務部の神谷春雄少佐は前者を主張し、事件を法的に再検証することになった。
1945年4月中に神谷少佐は再調査を終了し、「日本国旗を掲げ、連合軍軍人たる正規の軍装をせず、原住民の服装をして肌を黒く塗って偽装した「偽装裏切り行為(Perfidy Charge)」、日本占領地域内で写真撮影、ボーキサイト鉱山のスケッチを行った「スパイ行為」をしたこと等は、南方軍軍律第2条第1項第1節の『反逆、諜報活動の罪』の範疇に入る」と結論付けた。軍司令部でも助命の機運が高まり、隊員に嘆願書の提出を促したが、隊員たちは軍法会議の決定に従うとしてこれを拒否した。
1945年7月3日から第7方面軍の軍事法廷が開かれ、検察官の神谷少佐は、上記起訴理由で被告人10人全員の銃殺刑を求刑し、求刑どおり判決が下された。論告求刑の中で検察官は、隊員は決死的行動を行った英雄であるとし、その勇敢な行動を称賛した。日本では、シドニー湾攻撃を行った日本軍死者に対して英豪軍がとった丁重さに答えた態度でこの事件の捕虜らに応じたと語られることが多いが、オーストラリアでは通常の日本軍の行動に照らし、これを信じない者も多い（参照：「en:Operation Rimau」、「#戦犯調査」）
同月7日、パッシール・パンジャンの森の中、ブキテマの高台の一角にある刑場で10人の銃殺刑が執行された。

## 戦犯調査
戦後の1946年9月、英軍ワイルド戦犯調査局長は、シンガポールを訪れたシンゲップ島の元アミール・シララビから「1944年12月に襲撃隊の10人がリンガ列島で捕えられ、シンゲップ島に捕虜として抑留された後、シンガポールに連行された」という話を聞き、同年10月にシンゲップ島に居残っていた憲兵隊を拘束した際、地元警察署が作成した入島記録で1944年12月18・19日に白人6人が入島し同月23日にシンガポールに送られ、12月28日に別の白人3人が入島し1945年1月8日にシンガポールへ護送されていたことを確認した。またシトク島の憲兵詰所を捜索した際に押収した書類の中からリマウ隊員逮捕のメモを発見し、古田通訳を逮捕してリマウ作戦と軍律裁判の経緯について尋問した。
またワイルドは、第7方面軍法務部の神谷少佐が司令部の焼却命令に反して事務所に残していた日本軍の軍律裁判の公式記録を入手し、内容を吟味した。
その結果ワイルドは正式に古田を釈放し、オーストラリア陸軍本部に、事件を裁いた日本軍の裁判に違反は見られないため、「リマウ」の事件についてそれ以上訴追しない旨の報告を行った。

## 墓碑銘
戦後、オーストラリアの戦略調査団は決死隊員の足取りを調査し、ジェイウィック作戦とリマウ作戦について1946年8月にオーストラリア陸軍大臣フォーデの声明として発表し、ジェイウィック作戦の参加者が進級、叙勲された。
ソレ島で戦死したライアン中佐とロス中尉の遺骸は、軍法会議で刑死した隊員の遺骸とともに、シンガポールのクランジ戦没者共同墓地に移葬された。またシンガポールの聖ジョージ・ギャリソン教会内に、ライアン中佐の夫人により記念碑が建てられた。